# Rudolf Valenta (Bildhauer)
Rudolf Valenta (* 27. September 1929 in Prag; † 26. April 2015 in Berlin) war ein tschechischer Bildhauer, Maler und Grafiker, der in Berlin lebte. Er war 1967 Gründungsmitglied der Gruppe „Klub der Konkretisten“ und Mitorganisator des 1. Symposiums „Räumliche Formen“ in Ostrava, ČSSR. Weiter war er Mitbegründer der Gruppe Systema.

## Leben
1970 emigrierte Valenta aus der Tschechoslowakei nach London und kam 1974 mittels eines DAAD-Stipendiums nach West-Berlin.

## Ausstellungen (Auswahl)

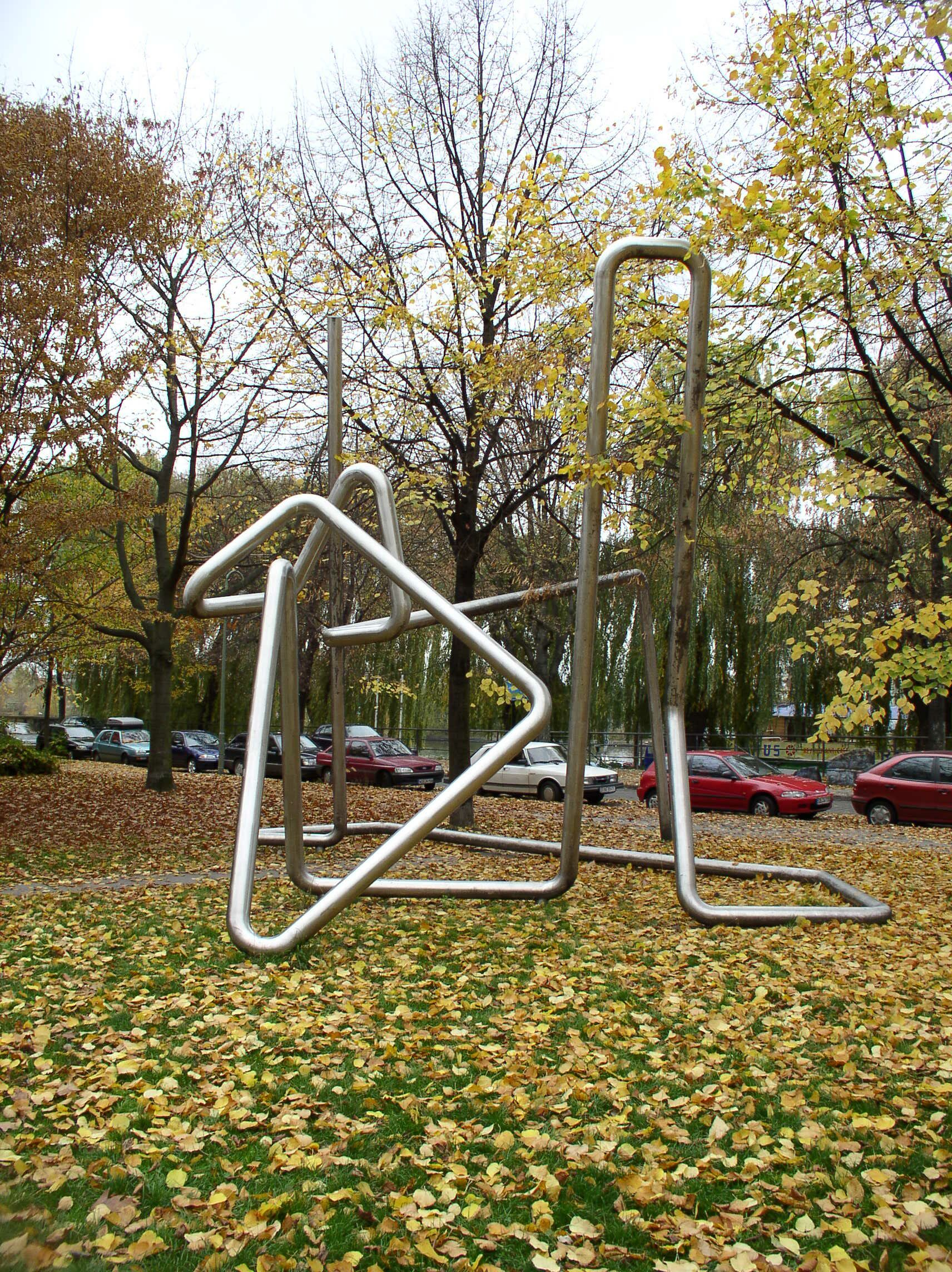
Valentas Stahlkonstruktion „Raumlinie“ ist Teil der Menschenlandschaft Berlin

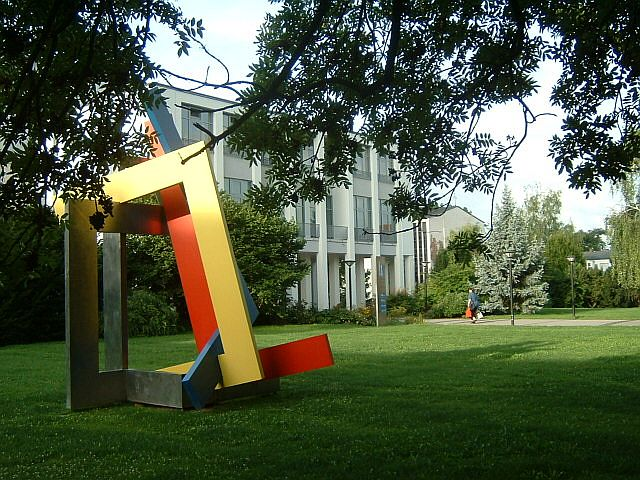
Große Herula HR Haupteingang Frankfurt (2000)

Seit 1962 Ausstellungen und internationale Beteiligungen in der ČSSR, Ungarn, Schweden, Polen, England, Irland, Deutschland, Frankreich, Schweiz, Finnland, Österreich, Dänemark und der Slowakei.
- 1971 „Space exhibition“ in Belfast, Dublin
- 1972 „Art in steel“ in London
- 1975–76 Projekt und Realisation Labyrinth, Audiovisuelle Umgebung mit Peter Sedgley in Berlin und Bonn
- 1977 „Gruppe Systema“ im Museum Arnos Anderson in Helsinki
- 1978 „Deutscher Künstlerbund“ in der Nationalgalerie Berlin
- 1982 Galerie Haus am Kleistpark, Berlin
- 2000 „Kunst im Hessischen Rundfunk“, Frankfurt am Main[3] und „Stadt und Skulptur“, Schwerin, Lehnin
- 2001 „Berliner Stahlskulpturen“, Schloss Wiligrad bei Schwerin, „Objekt/Objekt, Metamorphosen in Zeit“, Tschechisches Museum Prag
- 2002 „Forum Konkrete Kunst“, Peterskirch, Erfurt
- 2003 „dialog in fläche und raum – konkrete kunst aus europa“, Kunstverein Wiligrad bei Schwerin, „Wege zur Abstraktion II, Form und Struktur“, Kunstverein Plön
- 2005 „vertikal in fläche und raum – konkrete kunst aus europa“, Kunstverein Wiligrad bei Schwerin
- 2008 „line, farbe, fläche“ Haus am Kleistpark, Berlin
- 2009 Vier tschechische Künstler im Auswärtigen Amt, Berlin
- 2011 Das Oval, Gruppenausstellung in der Galerie Jesse, Bielefeld
- 2012 Werkschau Rudolf Valenta, Galerie Zavodny, Mikulov, CZ
- 2013 Dialog über Grenzen – Werke der Sammlung Riese – Ostdeutsche Galerie Regensburg; 30 Jahre konkrete Kunst, Gruppenausstellung Vasarely Museum, Budapest
- 2014 Rekonstruktion – Tschechisches Zentrum[4], Berlin

„In Valentas Ausstellung wird die Schwelle zur Utopie überschritten. Wir blicken auf einige Modelle und Planbeispiele aus einer Werkstatt für Absolutes. Der technologische Imperativ ist hier zu Hause, es bleibt in Valentas Entwurf jedoch genügend Platz für eine besondere Form der Imagination, welche Gegensätze und Paradoxe poetisch auszuspielen vermag.“